# Andinia panica
Andinia panica är en orkidéart som först beskrevs av Carlyle August Luer och Stig Dalström, och fick sitt nu gällande namn av Alec M. Pridgeon och Mark W. Chase. Andinia panica ingår i släktet Andinia och familjen orkidéer. Inga underarter finns listade i Catalogue of Life.